# アルナウ・マルティネス
アルナウ・マルティネス・ロペス（Arnau Martínez López、2003年4月25日 - ）は、スペイン・カタルーニャ州プレミア・デ・ダル出身のサッカー選手。プリメーラ・ディビシオン・ジローナFC所属。ポジションはDF。U-21スペイン代表。

## クラブ経歴
カタルーニャ州のバルセロナ県プレミア・デ・ダルに生まれ、2010年にFCバルセロナのカンテラであるラ・マシアに入団した。2016年にラ・マシアを退団すると、CEルスピタレートを経て2018年にジローナFCのカンテラでプロを目指すこととなった。
2020年12月17日、コパ・デル・レイのジムナスティカ・セゴビアナCF戦にて、後半からエンリク・フランケサとの途中交代でジローナでのトップチームデビューを果たした。翌年の3月28日、アルバセテ・バロンピエ戦でセグンダ・ディビシオン初出場を記録すると、以降はシーズン終了までレギュラーに定着した。同年5月9日には、18歳14日でUDログロニェス相手にプロ初ゴールを挙げたが、これはクラブの史上最年少スコアラー記録を塗り替えるものとなった。